# あいつはクラスメート!
あいつはクラスメート!はサンセットゲームズが2007年に発売したテーブルトークRPG（TRPG）。「萌系！？学園TRPG」というジャンルを名乗っており、その名の通り、学園ドラマをテーマとしている。ゲームデザインはあたりんぼう、表紙イラストは巻田佳春が担当している。公式略称は「あいクラ」。キャッチコピーは「ホントウニオクリタカッタ学園生活ガココニアル！」。 

## 概要
高校での学園生活を楽しむことをテーマにしたTRPG。プレイヤーキャラクターは全員が高校生になり、周囲の人々と交流をしながら日常を過ごす。ゲームのテーマは「人助け」であり、ゲームのシナリオ中に困っている人が出てくるので、その人物を学生ならではの体当たりで助けるというのがテーマとなる。なお、キャラクターは本当にただの学生であり、魔法や超能力といった「特別な力」は持っていない。ただし、全てのプレイヤーキャラクターには「運命の理」と呼ばれる一種のヒーローポイントが与えられており、これを使うことで小さな奇跡のようなものを起こすことができる。
ジャンルに萌え系とついているが、恋愛要素などはルールに強くは組み込まれていない。しかし、恋愛アドベンチャーゲームの代表的な物語類型である「学生の主人公が、何かのトラブルにぶつかって困っている女生徒とたまたま出会い、彼女の手助けを続けることで仲良くなっていく」というようなストーリーがゲームの主題に組み込まれたものになっている。ただし、このゲームでは「困っている人」の対象に年齢性別は問われない。

## システム

### キャラクター作成
プレイヤーキャラクターは二つのキャラクタークラスを選択することで作成される。選択できるキャラクタークラスは5つのメインクラスと7つのサブクラスの中から二つであり、メインクラスを二個取ることやメインクラス一つとサブクラス一つという取り方はできるが、サブクラスを二個とることはできない（必ず一つはメインクラスが必要）。クラスを選択することで、「才能」と呼ばれるクラス固有の特殊能力を得ることができる。才能は後に詳述する行為判定を有利にしたりすることができる。
各クラスの詳細は#クラスの項目を参照。

### 行為判定
行為判定は10面体サイコロ二個の合計（2D10）による下方判定である。行いたい行動に対応する「技能値」以下の出目がサイコロで出れば成功である。出目により優・良・可・不可・赤点の五段階の結果が求められる。技能値はクラスの選択によって決定される。また、「才能」によって行為判定にボーナスが入ったり振りなおしができるようにもなる。

### やる気
キャラクターには「やる気」と言われるポイントが設定されている。これは上昇すればするほど好意判定に有利な修正が入る。また、やる気は「才能」を使用するためのコストとしても使用される。
やる気は「フラグ」と呼ばれるものを成立させることによって上昇する。「フラグ」とは他のキャラクターとなんらかの人間関係を構築することで形成される特殊なポイントである。具体的には他のキャラクターと一緒に行動することで、その相手とのフラグが形成されるようになっている。

### シナリオの進行
ゲームプレイは「オープニング」「メイン活動」「クライマックス」「エンディング」の四つの段階に分けられて進行され、一回のゲームプレイで一本の物語が完結するように意識されている。ただし、シーン制は使われていない。

## 世界設定
舞台となるのは架空の学園「姫之川学園」。派手な設定などは特になく、多くのギャルゲーに出てくるような、それなりのリアリティと漫画的な個性を併せ持たせる形で設定された学園である。ルールブックでは学園の施設などの詳細な紹介がなされている。

## クラス
- メインクラス
  - ヒーロー系
  - ヒロイン系
  - 文化系
  - 体育会系
  - 委員会系
- サブクラス
  - 熱血系
  - オタク系
  - 不良系
  - ガリ勉系
  - 先輩系
  - 後輩系
  - セレブ系

## 関連製品
- あいつはクラスメート!　（基本ルールブック） ISBN 4-902918-14-5